# S風暴
《S風暴》（英語：S Storm；中國大陸片名《反貪風暴2》）是一部於2016年上映的香港剧情電影，為反貪風暴系列電影第二部，由林德祿执導，羅禮賢任動作設計，古天樂、張智霖、蔡少芬、林保怡、周渝民、陳靜及盛君領銜主演。本作中S是指足球（Soccer），即本作内容涉及外圍賭博。

## 故事大綱
本電影參考郭美美事件改編，講述廉政公署首席調查主任陸志廉（古天樂飾）接獲線報，香港賽馬會有人與外圍賭盤勾結，收受賄賂控制賭局電腦賠率的時間差，讓外圍莊家每局多30秒時間下注沖押，減低賭錯時的損失，變相改變賭盤的優劣勢來長線獲利，在陸志廉深入調查後發生職業殺手連環滅口的多宗凶案，而香港警方重案組高級督察劉保強（張智霖飾）此時介入調查兇殺案，並與調查貪污的陸志廉多有摩擦。劉保強早年曾有賭癮並欠下賭債，在警局中不受人待見專坐冷板凳，他想一生中唯一破一次大案來翻身，遂利用混跡賭場時的黑道人脈，其半黑半白的灰色辦案方法，本來與陸志廉嚴守法治及高科技手法格格不入，但後來殺手日漸凶狠以及牽涉的貪污層級也越來越高，兩人決定合作.....。

## 演員

### 領銜主演
| 演員                    | 角色   | 備註 |
| 古天樂                  | 陸志廉 | William 廉政公署首席調查主任 與劉保強先對立，後合作成為好友 王漫玲、譚美莉、馬耀祖及王海良之上司 參見《Z風暴》 |
| 張智霖                  | 劉保強 | 重案組高級督察 劉愛碧之兄 黃Sir之下屬 高妹、蔡仔、阿叉及肥皂之上司 與陸志廉先對立，後合作成為好友 最後於南灣船廠為救被班傑明脅持作人質的劉愛碧而被班傑明手下槍殺，後獲救                                                                                          |
| 周渝民                  | 宋仁信 | 本片第二大反派，后悔改 獨行殺手 曾於童年時期參與越戰 受聘於國際犯罪集團首腦班傑明，後反目 殺死鄧兆鴻、倫添源及申華山 於酒吧救被波文欺凌的劉愛碧而成為好友 原本槍殺申華山後被班傑明之裹頭巾手下槍殺，但奇蹟地生還 最後於南灣船廠被班傑明的狙擊手手下向著頭部射殺身亡 |
| 蔡少芬                  | 王漫玲 | 廉政公署高級防貪主任 法律博士，曾研究馬會博彩業務，並提供防貪意見 之前於防止貪污處工作，後調任到陸志廉的組別 陸志廉之下屬 倫添源之前下屬 |
| 林保怡                  | 倫添源 | Terry 香港賽馬會保安經理 曾為廉政公署調查主任 陸志廉及王漫玲之前上司 夏志賢之下屬 中段於其寓所被宋仁信勒殺身亡 |
| 陳靜                    | 劉愛碧 | 酒吧員工 劉保強之妹 於酒吧被波文欺凌而被宋仁信相救並成為好友 後被班傑明擄走於南灣船廠，最終獲宋仁信及劉保強相救 |
| 盛君 （粵語配音：唐寧） | 譚美莉 | Tammy 廉政公署調查主任 陸志廉之下屬 參見《Z風暴》 |

### 主演
| 演員   | 角色   | 備註 |
| 盧海鵬 | 申華山 | 本片第三大反派 華老師 香港非法賭波集團幕後大莊家 包養李麗，後反目 與班傑明互相勾結，後反目 最終被宋仁信槍殺身亡 |
| 蔡潔   | 李麗   | 炫富女 自稱中國紅星集團某部門總經理 被申華山包養，後反目 最後向廉政公署指證申華山 角色影射：郭美美            |
| 宋海頡 | 劉航   | 計程車司機 老劉之子 於2008年入讀大學時結識李麗                                                                |
| 陳宇琛 | 波文   | 高利貸 鄧達標之手下                                                                                           |
| 張松枝 | 王海良 | 細良 廉政公署調查主任 陸志廉之下屬 參見《Z風暴》                                                              |
| 曾國祥 | 馬耀祖 | Joe 廉政公署調查主任 陸志廉之下屬 參見《Z風暴》                                                               |
| 徐靖雯 | 高妹   | 警員 劉保強之下屬                                                                                             |
| 陸駿光 | 蔡仔   | 警員 劉保強之下屬                                                                                             |
| 李忠希 | 阿叉   | 警員 劉保強之下屬                                                                                             |
| 利耀堂 | 肥皂   | 警員 劉保強之下屬                                                                                             |

### 特別演出
| 演員 | 角色   | 備註 |
| 石修 | 夏志賢 | 本片终极大反派 馬會董事暨紀律委員會主席 未來馬會主席繼任人，後因被揭發與鄧兆鴻勾結而落選 班傑明的合作伙伴 最後於香港國際機場被廉政公署拘捕 |

### 友情演出
| 演員   | 角色   | 備註                                                  |
| 郭鋒   | 黃Sir  | 重案組警司 劉保強之上司                               |
| 姜皓文 | 鄧達標 | 傻標 外圍莊家 波文之老大                              |
| 張同祖 |        | 中國紅星集團董事                                      |
| 尹子維 | 鄧兆鴻 | Tony 馬會操盤手 與夏志賢互相勾結 最終被宋仁信槍殺身亡 |
| 鄭敬基 | 丹尼爾 | Daniel 馬會副操盤手                                   |

### 其他演員
| 演員          | 角色   | 備註 |
| Barry O'Rorke | 傑明   | 本片幕后大反派 國際犯罪集團首腦 宋仁信之僱主，後反目 與申華山互相勾結，後反目 與夏志賢互相勾結 擄走劉愛碧到南灣船廠，威脅並指使手下槍傷劉保強 最後於南灣船廠被廉署及警方拘捕 |
| 劉亞平        | 老劉   | 中國紅星集團會計師 劉航之父 |
| 羅頌欣        | 女記者 | 新聞報導員 |

## 奬項
| 年度 | 颁奖典礼     | 奖项           | 姓名      | 结果 |
| ---- | ------------ | -------------- | --------- | ---- |
| 2017 | 微博之星2016 | 微博給力電影   | 《S風暴》 | 提名 |
| 2017 | 微博之星2016 | 微博給力男主角 | 古天樂    | 提名 |

## 分級
| 國家/地區 | 分級  |
| 香港      | IIB級 |

## 票房
中国大陆首周5天获得1.19亿人民币列第二位，最后累计2.09亿。香港获得874万港币。

## 備註
1. ↑  在《Z風暴》中飾演梁安瑩。
2. ↑  在《Z風暴》中飾演羅德永。
3. ↑  在《Z風暴》中飾演陸志廉亡妻。
4. ↑  在《Z風暴》中飾演何德榮。
5. ↑  在《Z風暴》中飾演陳智才。
6. ↑  在《Z風暴》中飾演佐羅。

## 外部連結
- WMOOV電影上《S風暴 （页面存档备份，存于）》的資料（中文）
- 《S風暴 （页面存档备份，存于）》在香港雅虎的電影頁面（繁體中文）
- Yahoo奇摩電影上《S風暴》的資料（繁體中文）
- 開眼電影網上《S風暴》的資料（繁體中文）
- 时光网上《反貪風暴2》的資料（简体中文）
- 豆瓣电影上《反貪風暴2》的資料 （简体中文）
- 香港影庫上《S風暴》的資料（繁體中文）
- 互联网电影数据库（IMDb）上《S風暴》的资料（英文）